# Costituzione monegasca del 1911
La Costituzione monegasca del 1911 è la legge fondamentale che ha regolato il Principato di Monaco dal 1911 al 1962.
Il principe Florestano I di Monaco aveva tentato invano due volte di concedere una costituzione nel 1848, ma gli eventi politici di quell'anno non gli avevano permesso di farlo. La prima costituzione fu concessa dal principe Alberto I il 5 gennaio 1911 in seguito alla Rivoluzione monegasca, creando così il Consiglio nazionale, camera dei rappresentanti del popolo.
La costituzione è  stata sostituita dalla Costituzione del 17 dicembre 1962.